# NGC 5790
NGC 5790 is een spiraalvormig sterrenstelsel in het sterrenbeeld Ossenhoeder. Het hemelobject werd op 16 mei 1884 ontdekt door de Franse astronoom Édouard Jean-Marie Stephan.

## Synoniemen
- UGC 9624
- MCG 1-38-22
- ZWG 48.76
- ZWG 76.110
- PGC 53459